# El color amarillo
El color amarillo (titulado The Color Yellow en su versión original), es el decimotercer episodio de la vigesimoprimera temporada de la serie de televisión de animación Los Simpson. El episodio se emitió el 21 de febrero de 2010 en FOX. Wren T. Brown es la estrella invitada interpretando a Virgil. En este episodio, Lisa descubre que sus ancestros ayudaron a un esclavo llamado Virgil.

## Sinopsis
Cuando la señorita Hoover pide a sus alumnos que investiguen la historia de sus familias, Lisa Simpson se horroriza al descubrir que la mayoría de sus antepasados eran malas personas, que conformaban una banda de ladrones de caballos. Sin embargo, Lisa encuentra en el ático un diario de una antepasada suya, Eliza Simpson. Leyendo la historia de Eliza, Lisa descubre que su familia formaba parte de Underground Railroad, un grupo que ayudaba a los esclavos a escapar hacia la libertad. Eliza relata la liberación de un esclavo llamado Virgil (interpretado por Wren T. Brown y era muy parecido a Carl) esclavo del padre del Señor Burns "El Coronel Burns". Eliza lleva a Virgil a su casa y esta le pide a su padre, Hiram, que lo esconda en su casa, donde vivían ellos junto a Mabel, su madre (quien es ancestro de Marge). Lisa presenta sus descubrimientos ante la escuela diciendo que su familia era heroína. Milhouse a su vez relata ante todos la historia de cómo su antepasado de la época vio al General Burns sobornando a los padres de Eliza para que le rebelaran el escondite de Virgil, pero que Eliza se esmeró en convencer a su padre de lo contrario. 
Entonces, el General Burns, para evitar que Eliza siguiera ocultando a Virgil, le dijo que desde pequeña la educaron para agradar a un hombre, y que para agradar a un hombre tenía que ser una buena niña, y que las buenas niñas se ven no se oyen. De esta manera logró que el Hiram delatara a Virgil sin oposición.
Lisa toma la determinación de averiguar la verdad sobre que pasó con Virgil por lo que va a la biblioteca donde ve un video en el que Eliza decía que de lo único de lo que se arrepentía en la vida era de quedarse callada ante un hombre. Cuando llega a casa, el abuelo le cuenta que Mabel e Hiram se fueron de Springfield hacia Canadá huyendo después de que Mabel apuntará al coronel con una escopeta cuando Hiram le dice donde está Virgil, con la ayuda de Abraham Lincoln, Mabel se divorció, se casó con Virgil y pusieron de apellido Simpson porque Virgil no tenía apellido y de la repartición de bienes Hiram se quedó con un solo zapato del par que le dio el General por decirle donde estaba el esclavo prófugo el otro quedó en manos de Mabel, de esa unión que permaneció por más de 60 años tuvieron a Abraham Abe "Primero" Simpson en honor a Abraham Lincoln, quien es el bisabuelo de Abe Simpson que es igual a Bart pero moreno, además el Abuelo tiene en su poder una foto de Virgil finalmente quedó esclarecido de lo que pasó en esa época que en realidad Virgil es tatarabuelo del abuelo simpson y Hiram que es el padre de Eliza y medio hermana de Abraham y además se casa con Milford Vann Hutten el tatarabuelo de Milhouse Así descubre que Lisa y Milhouse son Primos Lejanos y además el por qué Bart es tan cool y Lisa es buena con el Jazz. Además de la ascendencia francesa de la familia de Marge (Bouvuer) al aclarar que su difunto padre Clancy Bouvier es francés. No obstante ocultó la verdad debido a que la generación en la que vivió era una generación racista. Tomando en cuenta que la abolición de la esclavitud se dio en USA en los años 1860 y 1861 y en el resto de América a finales del siglo XIX.
- Datos: Q2075780